# Рудолф II фон Тирщайн
Рудолф II фон Тирщайн (на немски: Rudolf II von Tierstein; † сл. 7 март 1114) от линията Фробург-Хомберг е граф на Тирщайн в Зизгау (в кантон Золотурн), Фрик (в кантон Аргау) и Хомберг (в Лойфелфинген в кантон Базел Ландшафт) в Швейцария.

## Произход
Той е син на Рудолф I фон Зизгау († сл. 1 юни 1048) и брат на Рудолф фон Хомбург († 1122), епископ на Базел (1107 – 1122).

## Фамилия
Рудолф II фон Тирщайн се жени за Ита фон Хабсбург († сл. 1125), дъщеря на граф Вернер I фон Хабсбург († 1096) и Регилинда фон Неленбург графиня на Баден († 1086). Те имат две деца:
- Рудолф III фон Тирщайн († сл. 1156), граф на Хомберг, женен за Берта фон Заугерн, дъщеря на граф Удалхард фон Заугерн
- Кунигунда фон Тирщайн († сл. 1160)

Рудолф II фон Тирщайн има с неизвестна жена незаконен син:
- Вернер I фон Тирщайн-Хомберг († 1141/или сл. 1154), граф на Тирщайн, Фрик и Хомберг, женен за дъщеря на граф Фридрих I фон Цолерн († 1125/сл. 1139) и Удилхилд фон Урах-Детинген († 1134)

## Галерия
- Останки от замък „Алт-Тирщайн“
- Останки от замък Ной-Тирщайн
- Останки от замък Хомберг